# Arbeitsgericht Nordhausen
Das Arbeitsgericht Nordhausen, ein Gericht der Arbeitsgerichtsbarkeit, ist eines der sechs Arbeitsgerichte im Freistaat Thüringen.

## Gerichtssitz und -bezirk
Das Arbeitsgericht Nordhausen ist örtlich für Rechtsstreitigkeiten aus dem Landkreis Nordhausen, dem Kyffhäuserkreis, dem Landkreis Eichsfeld und dem Unstrut-Hainich-Kreis zuständig. Die sachliche Zuständigkeit ergibt sich aus dem Arbeitsgerichtsgesetz. Direktor des Gerichts ist Stefan Marx (2010).
Das Gericht hat seinen Sitz in Nordhausen in der Käthe-Kollwitz-Straße 1b, einem Gebäude aus der Gründerzeit, das dem Theater Nordhausen gegenüberliegt und das vorher das Staatliche Studienseminar für das Lehramt an Grundschulen beherbergte. 2002 bis 2009 war der Bundestagsabgeordnete Jens Petermann  (parteiloser Abgeordneter für die Partei Die Linke) als Richter dort tätig.

## Übergeordnete Gerichte
Dem Arbeitsgericht Nordhausen sind das Thüringer Landesarbeitsgericht und im weiteren Rechtszug das Bundesarbeitsgericht übergeordnet.

## Geschichte
Gemäß Arbeitsgerichtsgesetz vom 23. Dezember 1926 wurden in Deutschland Arbeitsgerichte gebildet. Diese waren nur in der ersten Instanz unabhängig, die Landesarbeitsgerichte waren den Landgerichten zugeordnet. Am Landgericht Erfurt entstand so 1927 das Landesarbeitsgericht Erfurt als eines von vier Landesarbeitsgerichten im Bezirk des Oberlandesgerichtes Naumburg. In Nordhausen entstand das Arbeitsgericht Nordhausen. Sein Sprengel umfasste den Bezirke der Amtsgerichte Bleicherode, Ellrich, Heringen, Ilfeld, Kelbra, Nordhausen, Roßla, Sangerhausen und Stolberg. Es bestand je eine Kammer für Arbeiter und für Angestellte und für Handwerk.
Nach der Besetzung Deutschlands durch die Alliierten wurden 1945 zunächst alle Gerichte geschlossen. Die ordentlichen Gerichte wurden schon bald wieder eröffnet, während die Arbeitsgerichte zunächst außer in Hamburg nicht wieder eingerichtet wurden, so dass arbeitsgerichtliche Streitigkeiten von den ordentlichen Gerichten erledigt werden mussten. Gemäß Kontrollratsgesetz 21 sollten in Deutschland Arbeitsgerichte aufgebaut werden. So wurde in Nordhausen wurde das Arbeitsgericht neu gebildet. Gerichtssprengel waren nun der Stadtkreis und der Landkreis Nordhausen. Revisionsinstanz war nun das Thüringer Landesarbeitsgericht in Erfurt. In der DDR bestanden 1952 bis 1963 Arbeitsgerichte auf Kreis- und Bezirksebene. Nachdem diese 1963 in die Kreis- und Bezirksgerichte integriert worden waren, gab es keine gesonderten Arbeitsgerichte mehr.
Nach der Wende entstand das Arbeitsgericht Nordhausen 1993 neu.